# Кремія
Кремія (італ. Cremia) — муніципалітет в Італії, у регіоні Ломбардія, провінція Комо.
Кремія розташована на відстані близько 540 км на північний захід від Рима, 70 км на північ від Мілана, 34 км на північний схід від Комо.
Населення — 725 осіб (2014).

## Демографія
Населення за роками:

Станом на 1 січня 2023 року в муніципалітеті офіційно проживало 28 іноземців з 12 країн, серед них 6 громадян країн Євросоюзу та 4 громадяни України.

## Сусідні муніципалітети
- Дервіо
- Гарцено
- П'янелло-дель-Ларіо
- Плезіо
- Сан-Сіро